# Gonomyia papposa
Gonomyia papposa är en tvåvingeart som beskrevs av Evgenyi Nikolayevich Savchenko 1983. Gonomyia papposa ingår i släktet Gonomyia och familjen småharkrankar.
Artens utbredningsområde är Armenien. Inga underarter finns listade i Catalogue of Life.